# Die Bildung der Ackererde durch die Tätigkeit der Würmer

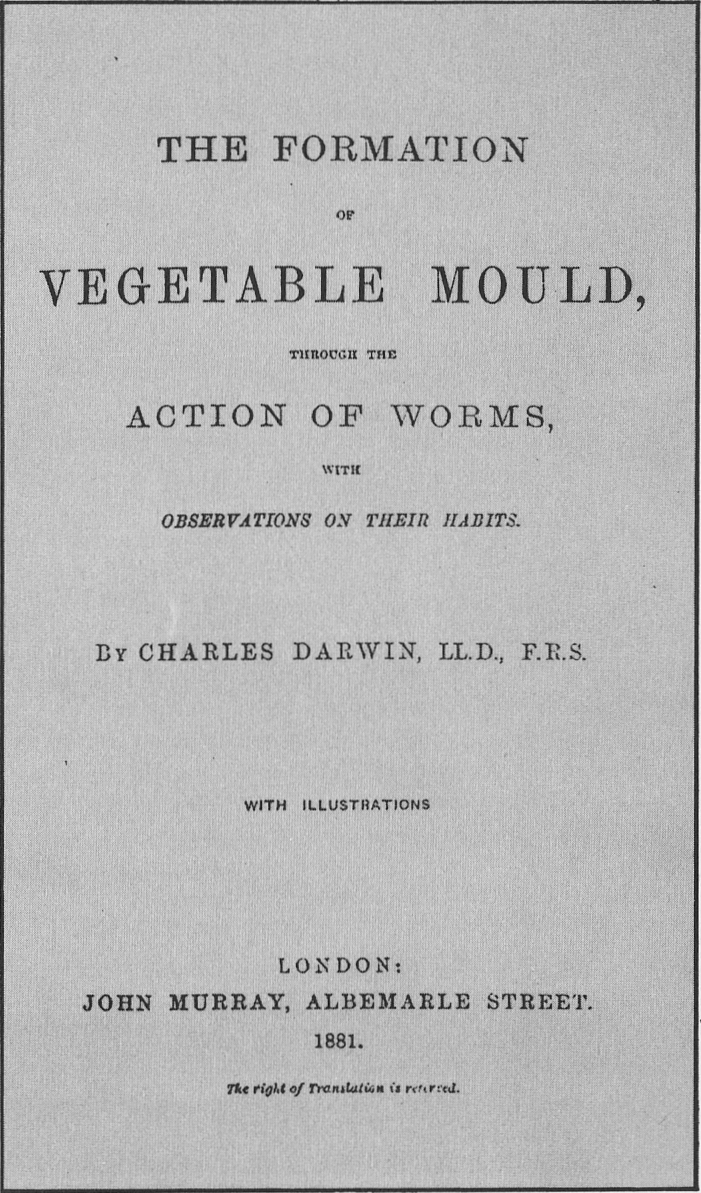
Titelseite der englischen Erstausgabe

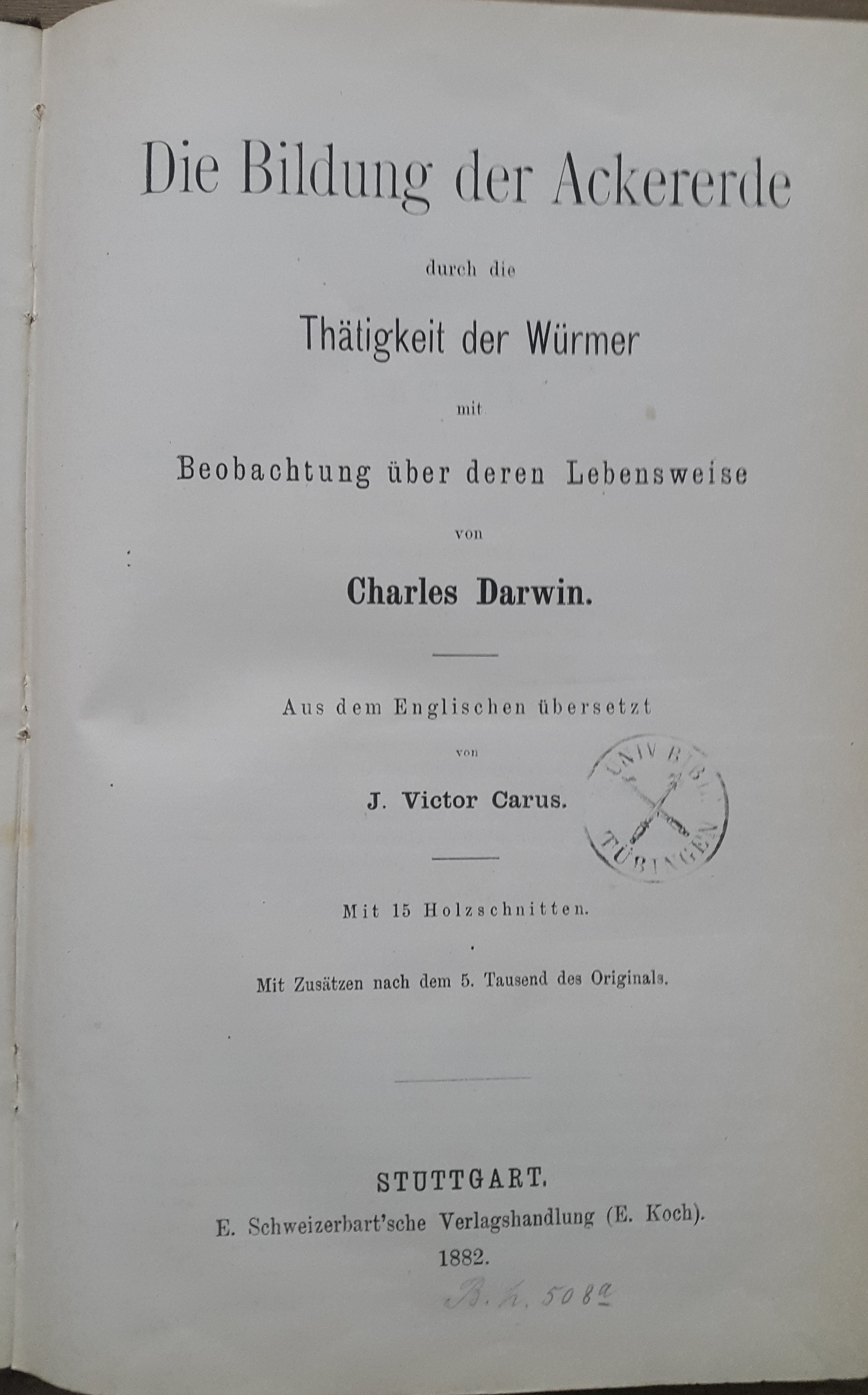
Übersetzung 1882

Die Bildung der Ackererde durch die Tätigkeit der Würmer (im englischen Original: The Formation of Vegetable Mould through the Action of Worms, with Observations on their Habits, teilweise verwendete Kurzform: Worms) ist der Titel eines Werkes von Charles Darwin, dessen Erstausgabe am 10. Oktober 1881 erschien. Ein Jahr vor seinem Tod schloss Darwin mit diesem Buch seine Jahrzehnte währenden Studien über die Wechselbeziehungen zwischen Regenwürmern und Bodenbeschaffenheit sowie über das Verhalten dieser Tiere ab.
Noch bis Ende des 19. Jahrhunderts galten Regenwürmer – sowohl in als auch außerhalb der Agrarwissenschaft – als Schädlinge. Darwins genaue Beobachtungen ihrer Lebensweise sowie seine Experimente über ihr Hörvermögen, ihre Lichtempfindlichkeit, ihr Kälte- und Wärmeempfinden und die Tätigkeit ihrer Reflexe führten dazu, dass sich das Wissen um die Nützlichkeit von Regenwürmern für den Ackerbau rasch verbreitete und auch außerhalb von Fachkreisen durchsetzte.
Anhand von Belegen aus unterschiedlichen Kontinenten zeigte Darwin am Beispiel der Ökologie von Regenwürmern zudem erstmals die Bedeutung von Lebewesen für die Bodenbildung auf.

## Entstehungsgeschichte

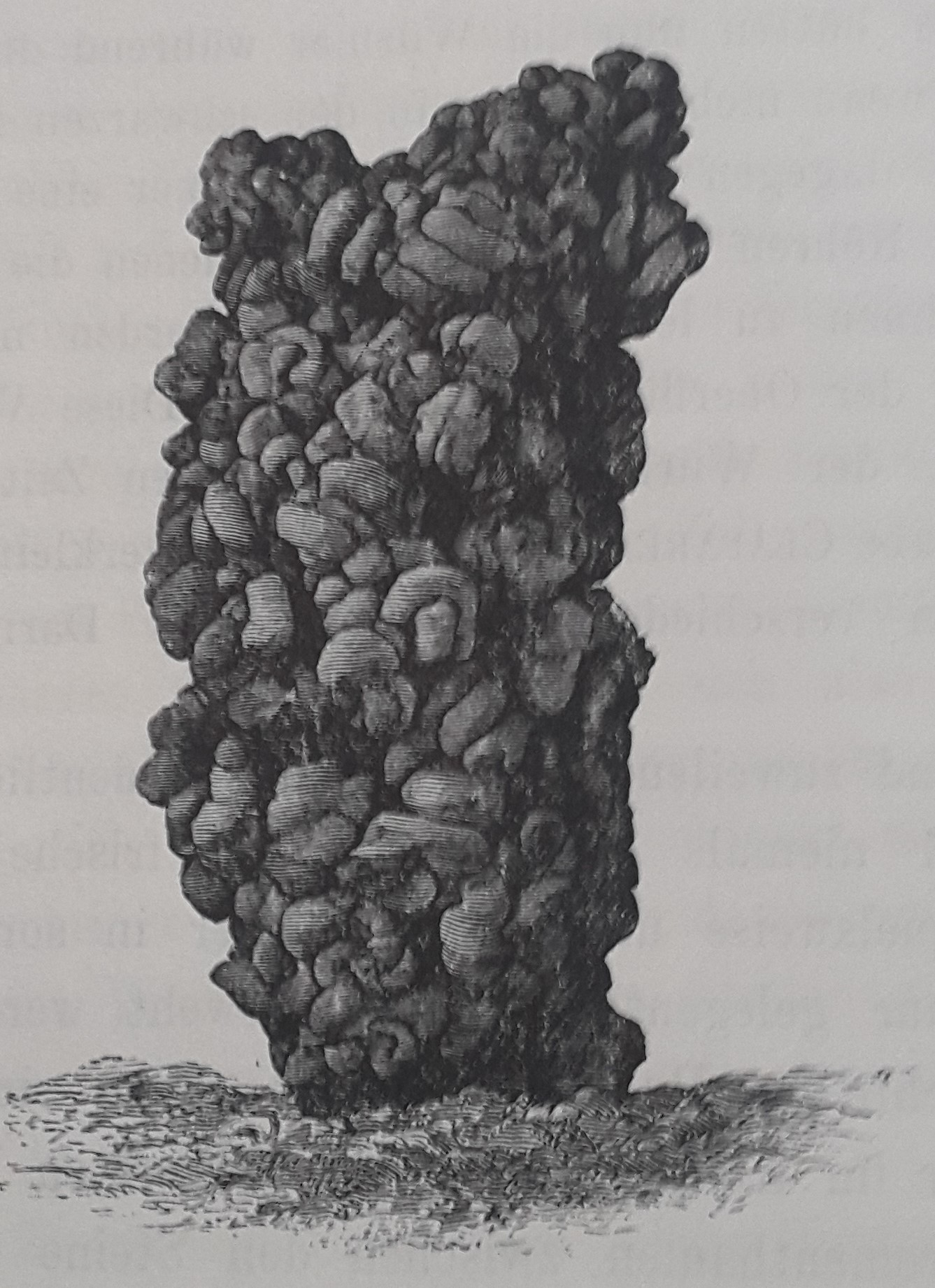
Bodenbildende Ausscheidungen von französischen Regenwürmern

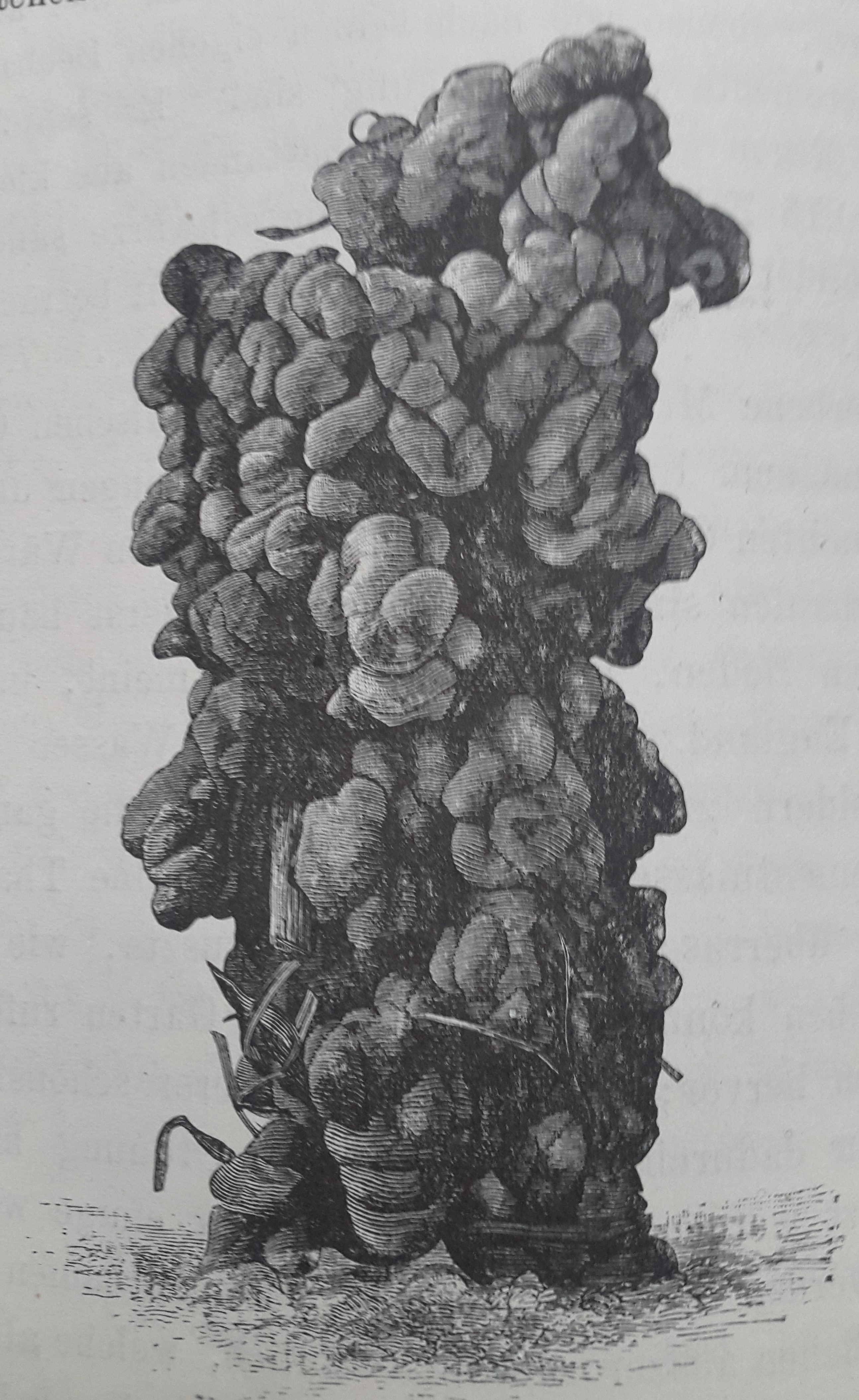
Bodenbildende Ausscheidungen von indischen Regenwürmern

Von Dezember 1831 bis Oktober 1836 hatte Charles Darwin an einer Vermessungsfahrt der H.M.S. Beagle teilgenommen, die ihn um den Globus geführt hatte. Unmittelbar nach seiner Rückkehr begann er, seine während dieser fünf Jahre gesammelten Materialien, Manuskripte und Notizen zu ordnen und die geplanten Publikationen vorzubereiten, deren erste bereits im Februar 1838 unter dem Titel The Zoology of the Voyage of H.M.S. Beagle erschien. Die Nachwirkungen der langen Seereise und die intensive Arbeit an den Manuskripten beeinträchtigten Darwins Gesundheit so sehr, dass ihm von seinen Ärzten 1837 geraten wurde, für einige Wochen alle Arbeit einzustellen und den Sommer auf dem Land zu verbringen. Darwin verbrachte diese Ferienwochen bei seinem Onkel Josiah Wedgwood II in Maer, Staffordshire.
Während dieses Aufenthalts in der Sommerfrische berichtete ihm sein Onkel eine Beobachtung, die er kurz zuvor auf mehreren seiner Wiesen gemacht hatte. Francis Darwin, Darwins dritter Sohn, erinnerte 1887 daran, dass sein Vater nie verleugnet habe, durch wen er die Anregung zu seiner Regenwurm-Studie erhalten hatte: „Er war seinem Onkel Josiah Wedgwood zu Dank verpflichtet, der darauf hingewiesen hatte, dass Würmer, indem sie in ihrer Losung Erde an die Oberfläche bringen, jeden an der Oberfläche liegenden Gegenstand untergraben.“ Wenige Wochen nach seiner Abreise aus Maer, am 1. November 1837, verlas Darwin vor der Geological Society of London eine kurze Abhandlung On the formation of mould („Über die Bildung der Ackererde“) …

„[…] in welcher nachgewiesen wurde, dasz kleine Fragmente von gebranntem Mergel, Schlacken etc., welche dick über die Oberfläche mehrerer Wiesen gestreut worden waren, nach Verlauf weniger Jahre in der Tiefe von einigen Zollen unter dem Rasen liegend, aber noch immer eine Schicht bildend, gefunden wurden. Dieses anscheinende Einsinken oberflächlicher Gegenstände ist, wie Mr. Wedgwood von Maer Hall in Staffordshire zuerst als Vermuthung gegen mich äuszerte, eine Folge der groszen Menge feiner Erde, welche beständig von den Würmern in der Form ihrer cylindrischer Excremente an die Oberfläche gebracht wird. Diese Excremente werden früher oder später ausgebreitet und bedecken einen jeden auf der Oberfläche liegen gelassenen Gegenstand. Ich wurde hierdurch zu der Folgerung geführt, dasz die ganze Ackererde über das ganze Land hin schon viele Male durch die Verdauungscanäle der Würmer gegangen ist und noch viele Male durchgehen wird.“

Darwins Vortrag wurde 1838 in der Zusammenfassung eines unbekannten Autors in den Proceedings of the Geological Society of London und erneut 1840 von Darwin selbst – in einer überarbeiteten und ergänzten Fassung – in den Transactions of the Geological Society veröffentlicht. Ein Druckfehler in dieser zweiten Publikation veranlasste Darwin schließlich 1844 zu einer Kurzmitteilung in Gardeners' Chronicle and Agricultural Gazette, die diesmal unter dem Titel On the Origin of Mould erschien.
Erst zehn Jahre nachdem Charles Darwin seine heute als Hauptwerk geltende Schrift Die Entstehung der Arten fertiggestellt und die Arbeit an Die Abstammung des Menschen und die geschlechtliche Zuchtwahl begonnen hatte, beschäftigte er sich ab 1869 erneut mit der Bedeutung von Regenwürmern für die Beschaffenheit der Ackererde. Auslöser war eine Kritik an seiner Kurzmitteilung von 1844 im Gardeners’ Chronicle:

„Im Jahre 1869 verwarf Mr. Fish meine Folgerungen in Bezug auf die Rolle, welche Würmer in der Bildung der Ackererde gespielt haben, und zwar blosz wegen ihrer vermeintlichen Unfähigkeit eine derartige Arbeit zu verrichten. Er bemerkt, 'in Anbetracht ihrer Schwäche und ihrer geringen Grösze wäre die Arbeit, welche sie nach jener Darstellung geleistet haben sollen, ganz erstaunlich'. […] Obgleich diese verschiedenen Einwürfe mir kein Gewicht zu haben schienen, so entschlosz ich mich doch mehr Beobachtungen derselben Art, wie die bereits veröffentlichten anzustellen […].“

Aus drei Briefen von Darwins Nichte Lucy Wedgwood geht hervor, dass sie auf Bitten ihres Onkels bereits im Mai 1870 die Aktivitäten von Regenwürmern beobachtete, die sie offenbar in Gefäßen hielt; jedoch ist erst ab dem Winter 1870/71 eine Häufung von Aufzeichnungen Darwins zu dieser Thematik nachweisbar.
In den folgenden zehn Jahren trug Darwin alles erreichbare Schrifttum über Regenwürmer zusammen, erbat aus entlegenen Weltgegenden aufgesammelte Exemplare oder zumindest genaue Beschreibungen der Kothäufchen und führte zahlreiche eigene Experimente durch. Abgeschlossen wurde das Manuskript schließlich Ende März 1881; die Herausgabe des Buches verzögerte sich aber bis Oktober 1881, weil Darwins englischer Verleger Wert darauf legte, es gleichzeitig in England und in den USA erscheinen zu lassen.

## Inhalt

### Das Verhalten der Regenwürmer

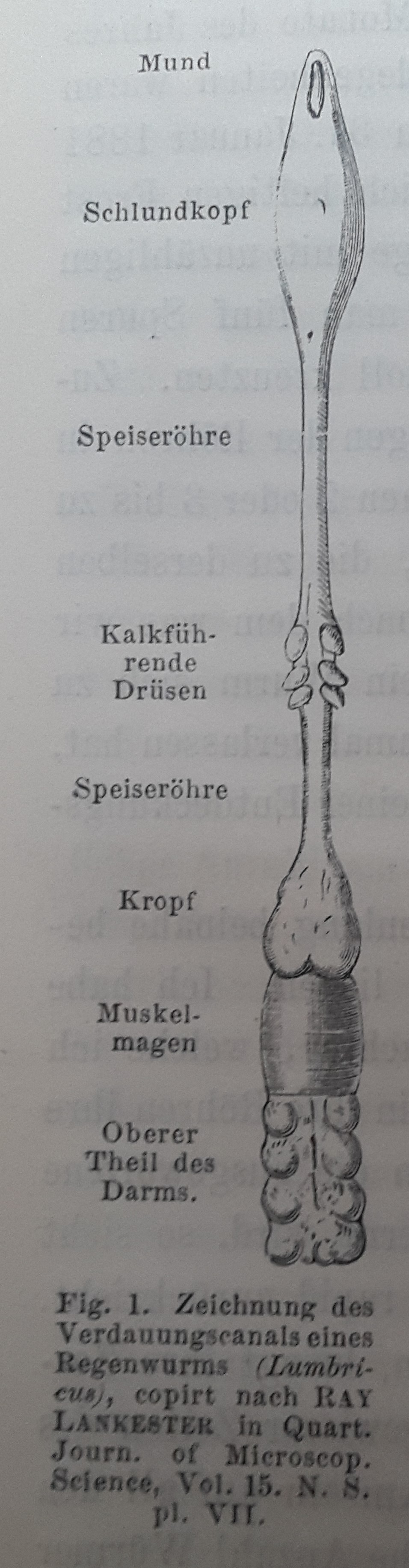
Darmkanal eines Regenwurms

Noch vor Fertigstellung seines 1872 publizierten, verhaltensbiologischen Werkes Der Ausdruck der Gemütsbewegungen bei dem Menschen und den Tieren hatte Darwin begonnen, sich einerseits speziell mit den Ausscheidungen der Regenwürmer zu befassen, andererseits aber auch ganz generell ihr Verhalten zu studieren.
In der Einleitung zur Bildung der Ackererde schrieb Darwin:

„Da ich veranlaszt war, während vieler Monate in meinem Arbeitszimmer Würmer in mit Erde gefüllten Töpfen zu halten, so fieng ich an, mich für sie zu interessiren und wünschte zu erfahren, in wie weit sie bewuszt handelten und wie viel geistiges Vermögen sie entfalteten. Ich war um so begieriger etwas über diesen Punkt zu erfahren, da, so viel mir bekannt ist, nur wenig Beobachtungen dieser Art an Thieren angestellt worden sind, welche auf einer so niedrigen Organisationsstufe stehen und so ärmlich mit Sinnesorganen ausgerüstet sind, wie die Regenwürmer.“

Tatsächlich widmete Darwin fast 70 der rund 180 Textseiten der „Lebensweise der Würmer“. Er beschrieb ihren Körperbau und die Beschaffenheit der von ihnen bewohnten Orte und wies nach, dass sie vorwiegend nachtaktiv sind, weite Strecken kriechen und unter Wasser leben können. Ausführlich schilderte er Experimente, aus denen hervorgeht, dass Regenwürmer – die keine Augen besitzen – dennoch zwischen Licht und Dunkelheit unterscheiden können und – seiner Vermutung nach dank vorhandener Reflexe – sich schnell in ihre Röhren zurückziehen, wenn sie hell beleuchtet werden. Darwin testete ihre Empfindsamkeit gegen Wärme und Kälte, für Schwingungen im Boden sowie in der Luft:

„Würmer besitzen keinerlei Gehörsinn. Sie nahmen nicht die geringste Notiz von den durchdringenden Tönen einer Metallpfeife, welche wiederholt in ihrer Nähe hervorgebracht wurden; ebensowenig von den tiefsten und lautesten Tönen eines Fagots. Sie verhielten sich indifferent gegen Geschrei, wenn nur Sorgfalt angewendet wurde, dasz sie der Athem nicht traf. Wenn sie auf einem Tisch, dicht bei den Tasten eines Claviers gestellt wurden, welches so laut wie möglich gespielt wurde, so blieben sie vollkommen ruhig.“

Druckveränderungen im Boden, bestätigte Darwin, können Regenwürmer hingegen sehr wohl wahrnehmen:

„Obgleich sie für Schwingungen in der Luft, die für uns hörbar sind, unempfänglich sind, so sind sie doch äuszerst empfindlich für Schwingungen in jedem festen Körper. […] Es ist häufig angegeben worden, dasz, wenn der Boden geschlagen oder auf andere Weise zum Erzittern gebracht würde, die Würmer dann glaubten, dasz sie von einem Maulwurf verfolgt würden und daher ihre Höhlen verlieszen. Ich schlug den Boden an vielen Stellen, wo Würmer äuszerst zahlreich vorhanden waren, aber nicht einer kam heraus.“

Darwin testete ferner den Geruchssinn der Regenwürmer, ihre Nahrungsvorlieben, präparierte ihren Verdauungsapparat und analysierte dessen Drüsen. Über mehrere Druckseiten hinweg schilderte er sodann Experimente, die sein Sohn Francis durchführte: Auf welche Weise ziehen Regenwürmer Blätter und weitere potentielle Nahrung, aber auch kleine Papierdreiecke und andere Gegenstände nachts in ihre Röhren? Da einige dieser Gegenstände erst nach wiederholten Ziehversuchen in den Röhren verschwanden, gelangte Darwin zu der Einsicht:

„Wenn wir diese verschiedenen Fälle in Betracht ziehen, so können wir die Folgerung kaum vermeiden, dasz Würmer in der Art und Weise ihre Röhren zuzustopfen einen gewissen Grad von Intelligenz entfalten.“

Schließlich beschrieb Darwin die Vorgehensweise der Regenwürmer, wenn sie ihre Röhren aushöhlen (dies geschieht seiner Beobachtung nach durch das Wegdrängen der Erde nach allen Seiten oder durch das Verschlingen derselben) und verglich das – recht ähnliche – Aussehen der Kothaufen englischer, französischer, indischer und ceylonesischer Regenwürmer. Anhand der ausländischen, ihm zugesandten Exkrementhaufen verallgemeinerte Darwin seine eigenen, in England gemachten Beobachtungen und kam zu dem Schluss, „dasz die Würmer mit dem Heraufschaffen feiner Erde an die Oberfläche in den meisten oder allen Theilen der Erde und unter den allerverschiedenartigsten Climaten“ beschäftigt seien.

### Bodenkundliche Analysen

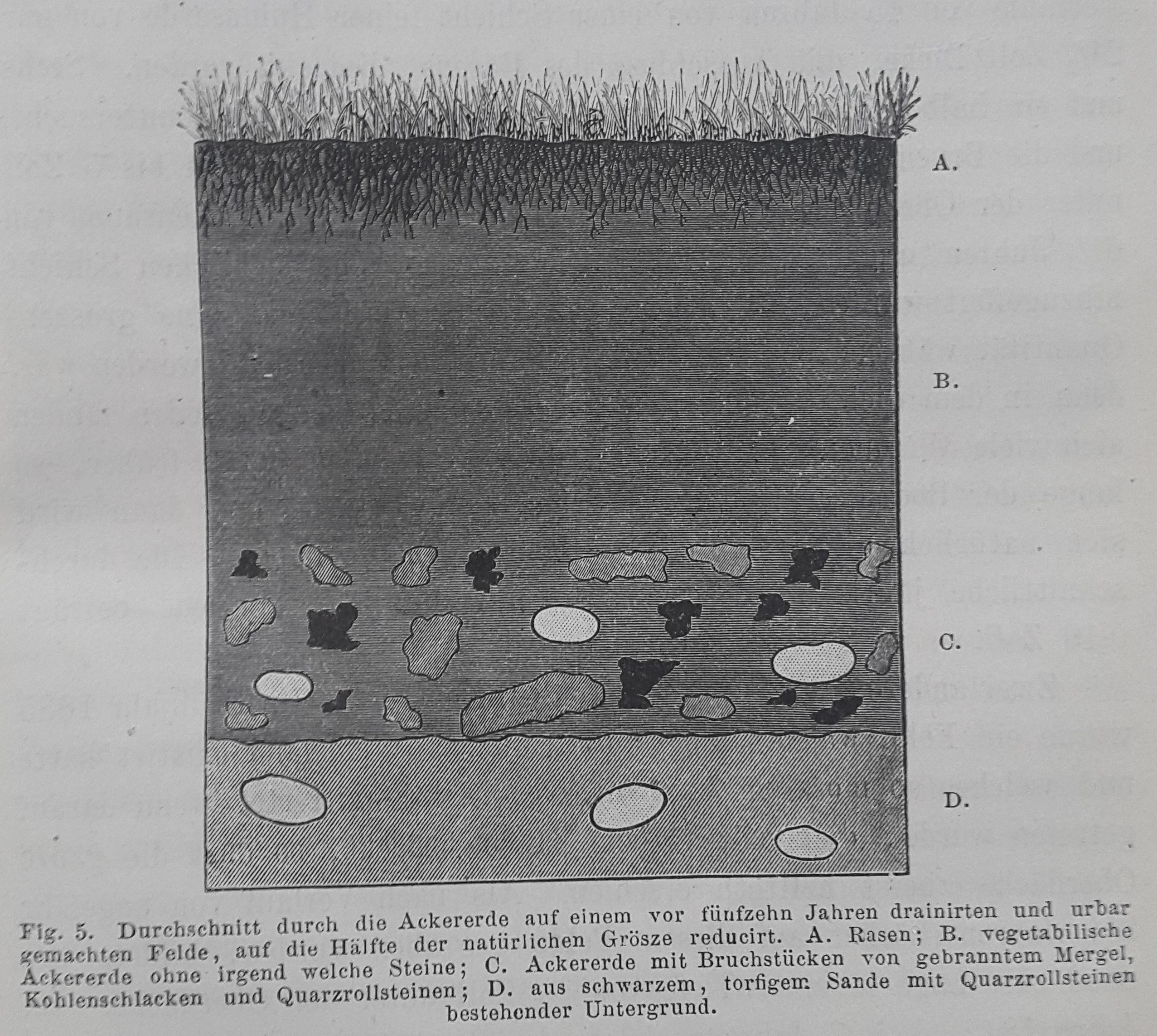
Veränderungen des Bodens

Nach den verhaltensbiologischen Analysen widmete sich Darwin „dem mehr unmittelbaren Gegenstand“ seines Werks, nämlich „der Menge Erde, welche durch die Würmer von unterhalb der Oberfläche heraufgeschafft und später durch den Regen und Wind mehr oder weniger vollständig ausgebreitet wird.“ Detailliert schilderte er zunächst jenes Geschehen, das ihm Jahrzehnte zuvor sein Onkel erläutert hatte: Um das Jahr 1827 habe man in der Nähe von Maer Hall grob gemahlenen Kalk dick über ein Feld gestreut, der zehn Jahre später in einer Tiefe von drei Zoll (acht Zentimeter) nachgewiesen werden konnte. Auf einem zweiten Feldstück waren 1822 Mergel und Schlacken ausgebracht worden, die 1837 in einer Tiefe von drei bis vier Zoll (entspricht acht bis zehn Zentimeter) unter der Oberfläche lagerten.
Nach weiteren Beispielen schildert Darwin schließlich ein Experiment, das – in der Nähe seines Hauses – von Dezember 1842 bis November 1871 dauerte: Binnen 29 Jahren gelangten ausgeschüttete Kreidestückchen bis in eine Tiefe von sieben Zoll (entspricht circa 20 Zentimeter), was einen Aufwurf von Erde durch Regenwürmer von 0,22 Zoll pro Jahr bedeutet (rund fünf Millimeter pro Jahr). Nach Überlegungen, wie rasch auch große, an der Oberfläche liegende Steine – wie die von Stonehenge – einsinken können, versucht Darwin die Masse der im Laufe der Zeit bewegten Erde zur Zahl der im Boden lebenden Regenwürmer in Beziehung zu setzen. Unter Verweis auf den deutschen Physiologen Victor Hensen schrieb Darwin, dass man von 133.000 lebenden Regenwürmern pro Hektar ausgehen könne, was ungefähr 133 Kilogramm Regenwurm-Biomasse entspreche.
Ziel von Darwins Berechnungen war es, den Nachweis zu führen, dass „die Wirkungen einer beständig wiederkehrenden Ursache“ sich summieren und daher auch kleine Ursachen (sprich: kleine Würmer), wenn sie zahlreich vorhanden sind und genug Zeit dafür eingeräumt bekommen, große Wirkungen zeitigen können.

### Betrachtungen zu Archäologie und Ökologie

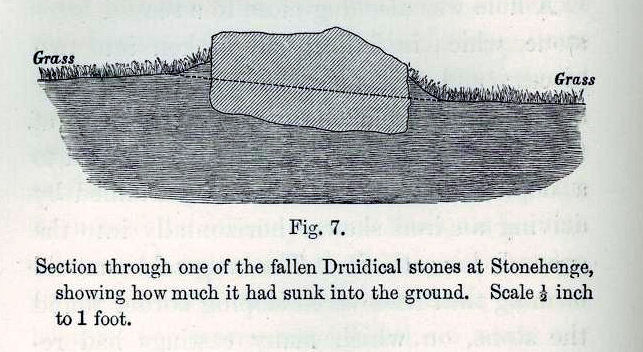
Eingesunkener „Druiden“-Stein in Stonehenge

Anhand der ihm geschilderten Beispiele von versunkenem Dünge-Kalk auf englischen Wiesen konnte Darwin abschätzen, wie tief Steine binnen 20 bis 30 Jahren in den Boden gelangen. Am Beispiel archäologischer Ausgrabungsstätten versuchte er zudem, den Anteil abzuschätzen, den Würmer beim „Eingraben“ alter Bauten und antiker Gegenstände hatten:

„Die Archäologen wissen wahrscheinlich nicht, wie viel sie in Bezug auf die Erhaltung vieler antiker Gegenstände den Würmern verdanken. Wenn Münzen, goldene Schmuckgegenstände, Steinwerkzeuge u.s.w. auf die Oberfläche des Bodens fallen, so werden sie ganz untrüglich in einigen wenigen Jahren von den Excrementhaufen der Würmer begraben und dadurch sicher aufbewahrt werden, bis in irgend einer späteren Periode das Land einmal wieder umgestürzt wird.“

Die Ausgrabung einer römischen Villa rustica, deren Fußboden und Mauerreste 13 bis 15 Zoll (= rund 40 cm) unter der Oberfläche lag, nutzte Darwin, um auf dem Grabungsgelände zu beobachten, ob Regenwürmer den aus Zement und Mosaikplatten bestehenden Fußboden durchdringen können. Darwin vermutete zunächst, die Reste der Villa rustica seien im Laufe der Jahrhunderte durch angewehte Erde bedeckt worden, konnte dann aber beobachten, dass Nacht für Nacht auch zwischen den Mosaikplatten Regenwurmkot abgesondert wurde. Von Ende August bis Mitte Oktober 1877 ließ Darwin daher auf einer zuvor gesäuberten Bodenfläche die Zahl der Regenwurm-Kothaufen und -Röhren protokollieren und drei Jahre später eine Nachschau vornehmen. Auf diese Weise konnte er belegen, dass Regenwürmer – zumindest im gemäßigten Klima Englands – so gut wie immer aktiv sind, daher ständig Erde nach oben bringen und infolge des gelegentlichen Zusammensinkens ihrer Röhren selbst größere, zusammenhängende Flächen zum nahezu gleichförmigen Einsinken bringen können.
Zu den Beispielen, die Darwins Sohn William untersuchte, gehört unter anderem Beaulieu Abbey, wo der Fußboden des zerstörten Kirchenschiffs 1872 in zehn bis elf Zoll Tiefe lag (rund 25 bis 28 cm). William grub nicht nur Löcher in den Rasen, um die Tiefe eigenhändig nachzumessen, sondern sammelte auch den Regenwurmkot, der sich über einem der Löcher befand – so dass abgeschätzt werden konnte, dass „die Anhäufung während eines Jahres auf einem Quadrat-Yard [= rund 0,84 {\displaystyle \mathrm {m^{2}} }] 1,68 Pfund betragen“ dürfte. Darwin kam schließlich zu dem Ergebnis,

„dasz die Regenwürmer beim Begraben und Verbergen mehrerer römischen und anderer alten Bauwerke in England eine ansehnliche Rolle gespielt haben; ohne Zweifel haben aber das Herabwaschen von Erde von den benachbarten höheren Grundstücken und die Ablagerung von Staub bei der Arbeit des Verbergens bedeutend geholfen.“

Es folgt ein längerer Exkurs zur Zersetzung von kristallinem Gestein durch die Einwirkung der Luft, des Wassers, der Temperaturveränderungen und anderer Ursachen. Ihm schließt sich eine Beschreibung der neutralisierenden Wirkung jener von Regenwürmern produzierten Substanzen an, die sie aus kalkführenden Drüsen absondern und auf im Humus vorhandene organische Säuren einwirken lassen. Daraus leitete Darwin ab, dass die Regenwürmer zumindest indirekt auch an der chemischen Zersetzung von Gesteinen beteiligt sind. Ferner seien sie durch ihre Kaumägen an der Zerkleinerung von sandkorngroßen Partikeln unmittelbar beteiligt. Ihre Gänge dienten andererseits dazu, Regenwasser aufzunehmen, was die Erosion von Boden in Hanglage verringere. Zugleich dienten die Gänge der Belüftung des Bodens:

„Sie lassen die Luft tief in den Boden hinabdringen. Sie erleichtern auch bedeutend das Hinabdringen der Wurzeln mäsziger Grösze; und diese werden durch den Humus, mit welchem die Wurmröhren ausgekleidet sind, ernährt werden. Viele Samenkörner verdanken ihre Keimung dem Umstande, dasz sie mit Wurmexcrementen bedeckt wurden.“

Otto Graff hat diese Angaben Darwins Anfang der 1970er-Jahre in Freilandexperimenten an der Bundesforschungsanstalt für Landwirtschaft bestätigt.
Darwin schloss seine Anmerkungen zum Regenwurm mit den Worten:

„Es ist wohl wunderbar, wenn wir uns überlegen, dasz die ganze Masse des oberflächlichen Humus durch die Körper der Regenwürmer hindurchgegangen ist und alle paar Jahre wiederum durch sie hindurchgehen wird. Der Pflug ist einer der allerältesten und werthvollsten Erfindungen des Menschen; aber schon lange, ehe er existirte, wurde das Land durch Regenwürmer regelmäszig gepflügt und wird fortdauernd noch immer gepflügt. Man kann wohl bezweifeln, ob es noch viele andere Thiere gibt, welche eine so bedeutende Rolle in der Geschichte der Erde gespielt haben, wie diese niedrig organisierten Geschöpfe.“

## Wirkung im 19. Jahrhundert

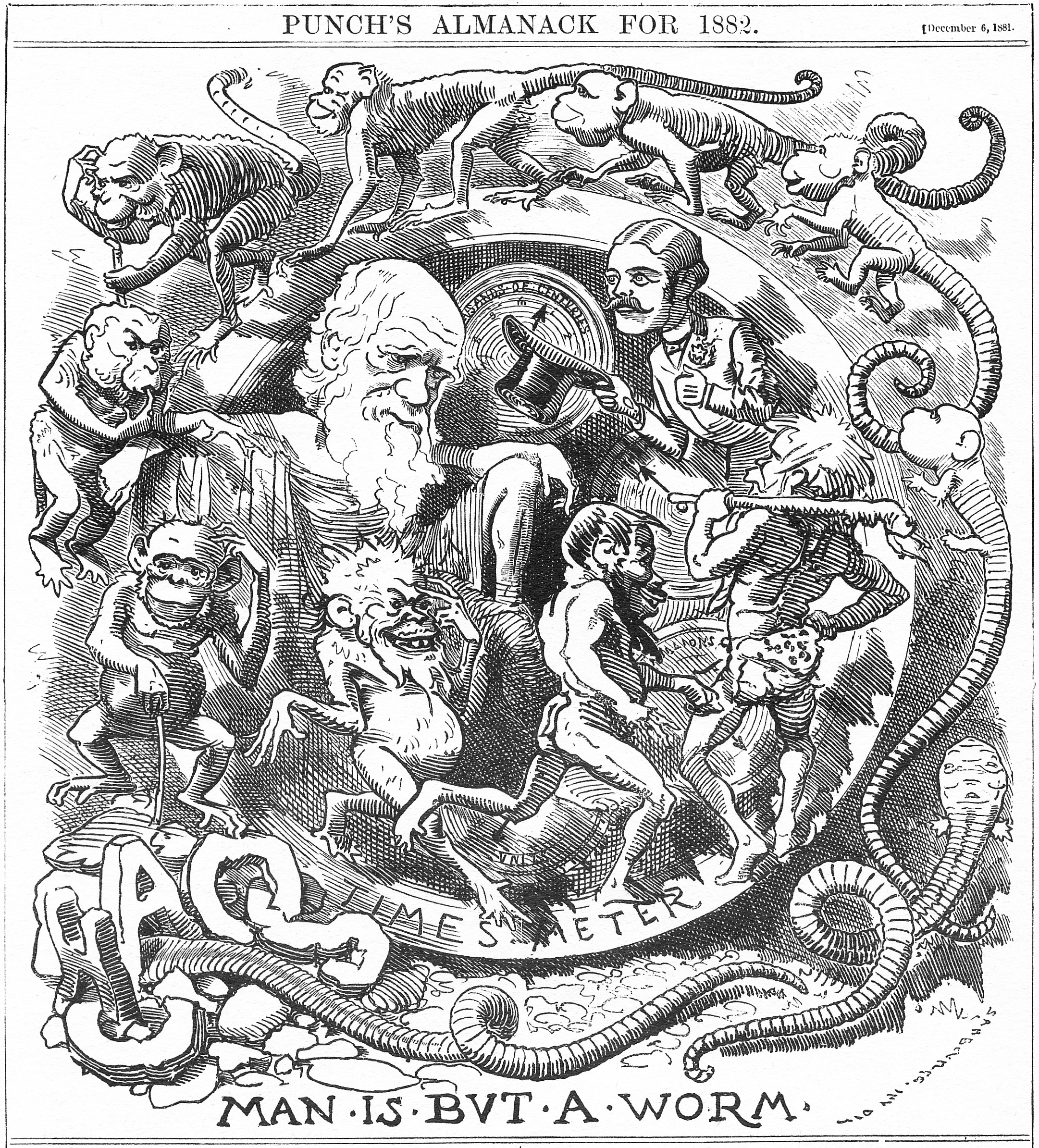
„Der Mensch ist bloß ein Wurm.“ Karikatur von Linley Sambourne aus dem Jahr 1881: Regenwürmer als Ausgangspunkt und Darwin als Endpunkt der Evolution

Binnen eines Monats nach ihrem Erscheinen waren 3500 Exemplare der englischen Erstausgabe verkauft, drei Jahre später belief sich der Absatz auf 8500 Stück. Das Buch wurde bereits 1882 zweimal ins Russische, ins Französische, ins Italienische und ins Deutsche übersetzt. Die bislang einzige Übersetzung ins Deutsche erschien in der E. Schweizerbart'schen Verlagsbuchhandlung, besorgt von dem Zoologen Julius Victor Carus, der zuvor bereits u. a. Darwins Origin of Species und The Expression of the Emotions in Man and Animals übersetzt hatte; erst 1899 folgte im gleichen Verlag die zweite (und bisher letzte) deutsche Auflage.
Darwin hatte 100 Freiexemplare seines Buches erhalten und viele davon noch im Oktober 1881 an Freunde und Fachkollegen verschickt, die das Buch „zumeist begeistert oder zumindest zustimmend“ kommentierten, wohingegend die Rezensenten einiger Publikumszeitschriften – beispielsweise in den USA und in Belgien – Darwins Darstellungen ablehnten, da Regenwürmer Pflanzenschädlinge seien. In Deutschland und Österreich hingegen wurde Darwins Buch in zahlreichen Journalen positiv besprochen. Hierzu trug vor allem bei, dass der an der Universität Kiel lehrende Physiologe Victor Hensen parallel zu Darwin Über die Beziehungen des Regenwurms zur Urbarmachung des Bodens – so der Titel eines Vortrags von Hensen – experimentiert und auf diese Weise das Feld für Darwins Thesen vorbereitet hatte. Auch Louis Pasteur hatte beispielsweise im Juni 1881 argumentiert, dass in den Kotbällchen der Regenwürmer Krankheitserreger aus tieferen Erdschichten an die Oberfläche gelangen können: Damals war es üblich, an Milzbrand-Erregern (Bacillus anthracis) verstorbene Rinder, Schafe und Pferde auf einer Acker- oder Wiesenfläche zu vergraben. In den Kotbällchen der Regenwürmer über diesen Kadavern waren hohe Konzentrationen an Milzbrand-Erregern entdeckt worden, die nachweisbar von Weidetieren aufgenommen wurden und zu weiteren Infektionen führten. Ein Jahr später erörterte auch Robert Koch diese Form der Infektion in seiner Publikation „Über die Milzbrandimpfung“.
Die Wiener Presse empfahl das Buch schon am 9. November 1881 ihren Lesern, da es Darwin „mit der Einfachheit und Klarheit geschrieben“ habe, die man von ihm kenne; es sei „frei von technischer Terminologie“ und daher ein „im höchsten Grade fesselndes Buch“ – „fesselnd wie ein Feenmärchen“. Eine zweiteilige Rezension in der Illustrirten Zeitung begann im Dezember 1881 zum Beispiel mit der Aussage, dass „der bündige Nachweis geführt wird, dass die gewöhnlichen und oft so geringschätzig behandelten Regenwürmer eine hochwichtige Rolle im Haushalt der Natur spielen.“ Und Anfang 1882 hieß es in einer ausführlichen Besprechung in Die Gegenwart über Regenwürmer, „seit dem 10. October, dem Ersterscheinungstage des neuesten Werkes Darwins, beschäftigen sich Leute mit ihnen, von denen sie früher kaum angesehen wurden, und alle Zeitungen und Journale wissen von ihren Großthaten zu erzählen.“ An gleicher Stelle wurde auf die Parallelen zu Darwins Studie über die Entstehung der Arten hingewiesen („kleine Ursachen, große Wirkungen“) und angemerkt, dass Darwins These von der Entstehung fruchtbarer Ackererde durch die Tätigkeit der Würmer „durch directe Versuche von V. Hensen“ bestätigt worden sei. Die Rezension in Die Gegenwart schloss wie folgt:

„Tausende, sonst scharf genug blickender Augen haben vorher die Thätigkeit der Regenwürmer wahrgenommen, ohne derartige Schlüsse daran zu knüpfen, wie sie uns jetzt ziemlich naheliegend erscheinen. Es bleibt eben immer wieder dem in die Tiefe dringenden Blick eines Mannes, der auch die kleinsten Wirkungen zu schätzen weiß, vorbehalten, solche Probleme anzuregen, und dadurch Wesen der niedersten und verachtetsten Art in den Mittelpunkt des Interesses zu rücken.“

Trotz vieler zustimmender Kommentare: Unbestritten blieben Darwins Thesen auch im deutschsprachigen Raum nicht. Vor allem der deutsche Agrarwissenschaftler Ewald Wollny – er galt als der bedeutendste Bodenkundler seiner Zeit – äußerte sich 1882 in der von ihm herausgegebenen Fachzeitschrift Forschungen auf dem Gebiete der Agrikulturphysik ablehnend und hielt auch Hensens Experimente für fehlerhaft. Wollny, „eine damalige Kapazität der wissenschaftlichen Landwirtschaft“, versuchte in den folgenden Jahren, seine Position, Regenwürmer seien Schädlinge, gegenüber Darwin und Hensen experimentell abzusichern. Über seine 1883/84 und von 1888 bis 1890 vorgenommenen Experimente berichtete Wollny 1890. Darin schreibt er bereits in der Einleitung:

„Entgegen der bis dahin vom Referenten gehegten Vorstellung, lieferten bereits die Voruntersuchungen ein überraschendes Resultat zu Gunsten der Wirkung der Würmer. […] In keinem einzigen Versuch hatten die Pflanzen durch die Würmer irgend welche Beschädigungen erlitten.“

Mit Wollnys „Bekehrung“ – schrieb Otto Graff in seinem Rückblick auf „die Regenwurmfrage im 18. und 19. Jahrhundert“ – war „die Regenwurmfrage wenigstens in Deutschland zugunsten der überwiegenden Nützlichkeit dieser Tiere durch die Wissenschaft entschieden.“ Wollnys Experimente hatten unter anderem belegt, dass durch Regenwürmer erhebliche Ertragsverbesserungen bei unterschiedlichsten Kulturpflanzen bewirkt werden können. Die quasi offizielle Anerkennung der Regenwürmer als landwirtschaftliche Nützlinge folgte 1892, als Victor Hensen von Albert Schultz-Lupitz eingeladen wurde, einen Vortrag über Regenwürmer vor der Winterversammlung der Deutschen Landwirtschafts-Gesellschaft zu halten.

## Würdigung im 20. und 21. Jahrhundert

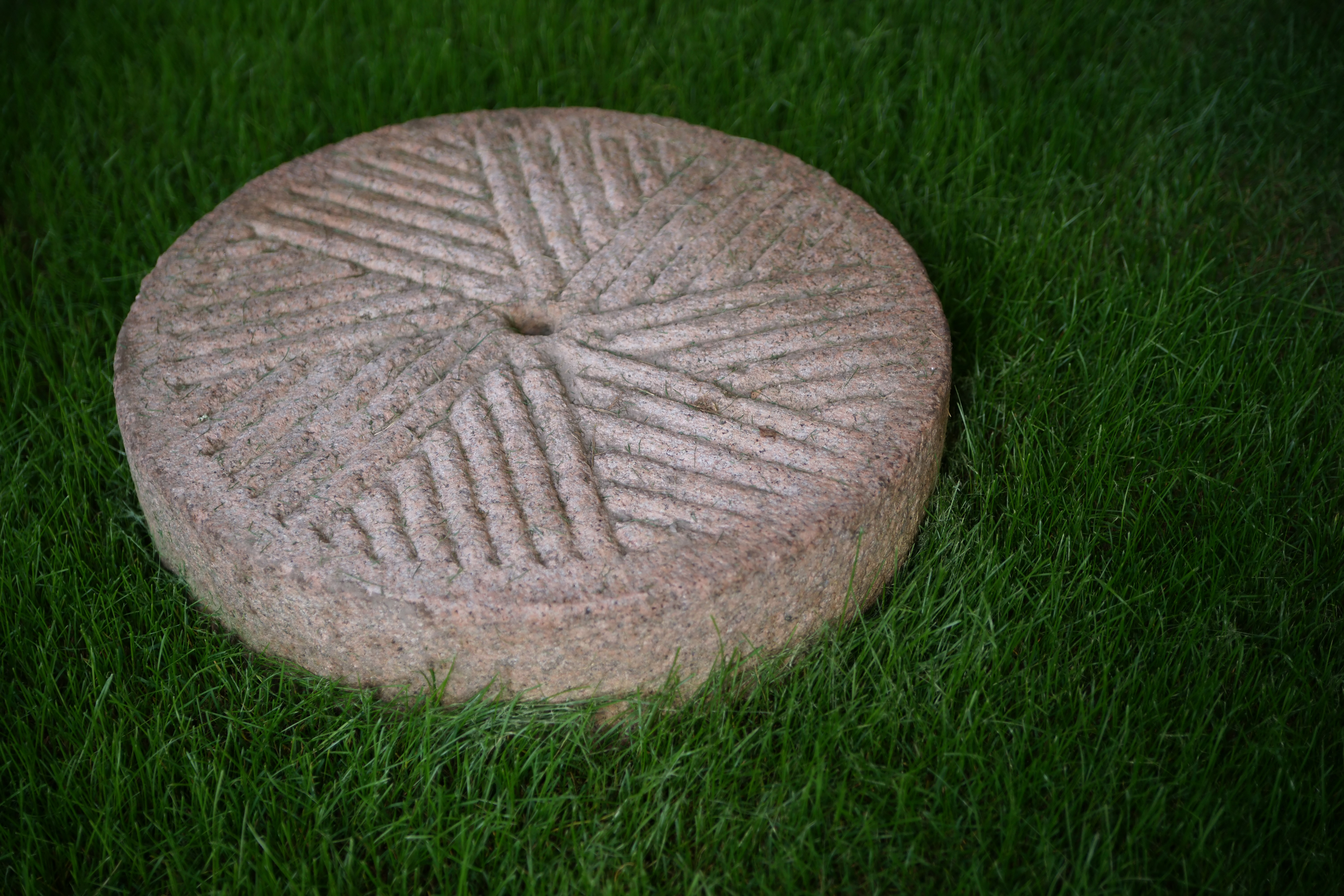
Ein Mühlstein im Gras beim Naturhistorischen Museum Wien dient seit 2009 – dem „Darwin-Jahr“ – als Anschauungsobjekt für das Einsinken von Steinen durch die Tätigkeit der Würmer. Darwin maß die Geschwindigkeit, mit der ein in seinem Garten liegender Stein versank: 2,2 Millimeter pro Jahr.

1936 wurde Darwin aufgrund seines Buches in der ersten, seit 1899 existierenden Fachzeitschrift für Bodenkunde – der in Russland erscheinenden Potschwowedenije (damals bezeichnet als Pochvovedenie) – von deren Herausgeber Arseni Arsenjewitsch Jarilow (1868–1947) als einer der Gründerväter der Bodenkunde gewürdigt. Der russische Bodenkundler Merkuri Giljarow (1912–1985) bezeichnete Darwins Buch zudem als eine Wurzel der Wirbellosen-Ethologie.
Zwischen 1972 und 1979 erhoben niederländische Forscher in einem neu erschlossenen Poldergebiet von Ost-Flevoland Daten über die Häufigkeit des Vorkommens von Regenwürmern auf Grasland. Sie kamen zu dem Ergebnis, dass Darwin die Regenwurm-Biomasse recht niedrig geschätzt hatte. Den niederländischen Forschern zufolge leben unter ungestörten Grasflächen 300 bis 900 Regenwürmer pro Quadratmeter (im Durchschnitt sind es 500), deren Biomasse 2500 kg pro Hektar (das sind 250 g/m^2) ergibt.
1979 wurde in Großbritannien eine Studie publiziert, die – angeregt durch Darwins Beobachtungen zum Absinken von Steinen im Boden – ein vergleichbares Geschehen bei Grassamen nachwies. Sowohl unter Laborbedingungen als auch im Freiland gerieten oberflächlich ausgebrachte Samen häufiger unter die Erde, wenn in dieser Regenwürmer heimisch waren. Da oberflächlich liegende Samen häufiger von Vögeln und anderen Tieren gefressen werden, habe das „Eingraben“ der Saat eine erhöhte Anzahl von Keimlingen zur Folge. Daraus wurde abgeleitet, dass „die Einflüsse von Regenwürmern auf das Saatgut für die Populationsdynamik von Pflanzen eindeutig wichtig sind.“
2008 bestätigte der Biologe Kenneth Catania die von Darwin zitierte, von ihm aber nicht ausführlich experimentell erforschte Hypothese, dass Regenwürmer auf die Grabgeräusche von nahen Maulwürfen reagieren, indem sie aus ihren Gängen heraus an die Oberfläche kriechen: Die in den USA endemischen Regenwürmer der Art Diplocardia mississippiensis konnten durch das Vorspielen von aufgezeichneten Grabgeräuschen des Ostamerikanischen Maulwurfs dazu veranlasst werden, ihre Gänge zu verlassen. Catania vermutete, dass die Regenwürmer so ihren Fressfeinden ausweichen, da diese an der Erdoberfläche kaum Nahrung suchen.
In einer Übersichtsarbeit aus dem Jahr 2004 hatten deren Autoren bereits darauf hingewiesen, dass im Anschluss an Wollnys Studie von 1890 zunächst fast ausschließlich in Europa über den Zusammenhang von Regenwürmern und Bodenbeschaffenheit geforscht worden war. Erst ab den 1930er-Jahren griffen chinesische und US-Forscher, ab den 1950er-Jahren auch indische und neuseeländische Forscher dieses Thema auf. Seitdem seien tausende Publikationen erschienen, die viele von Darwins Schlussfolgerungen – insbesondere seine Beobachtungen zum Einfluss der Regenwürmer auf den terrestrischen Anteil der Biosphäre – bestätigt hätten:

“Today it is well recognized that earthworms are important agents for the maintenance of ‚healthy soils‘, and that they act as indicators of environmental quality. The resurgence of interest in organic farming and ‚biological agriculture‘ (in which earthworms play a more important role influencing soil fertility) in recent years has brought Darwin's book and earthworms back into the limelight.”

„Heute ist allgemein anerkannt, dass Regenwürmer bedeutende Helfer sind für die Erhaltung ‚gesunder Böden‘ und dass sie als Indikatoren für die Umweltqualität dienen. Das Wiederaufleben des Interesses am organischen Landbau und an einer ‚biologischen Landwirtschaft‘ (in der Regenwürmer eine wichtigere Rolle spielen, weil sie die Fruchtbarkeit des Bodens beeinflussen) in den vergangenen Jahren hat Darwins Buch und die Regenwürmer zurück ins Rampenlicht gebracht.“

Forscher des Johann Heinrich von Thünen-Instituts beschrieben 2012 die Bedeutung der Regenwürmer wie folgt:

„Die Aktivität von Regenwürmern trägt dazu bei, das Wurzelwachstum der Pflanzen zu verbessern, das Nährstoffangebot zu steuern, den Boden zu belüften, den pH-Wert des Bodens zu neutralisieren, die Wasserhaltekapazität des Bodens zu erhöhen und die Bodenstruktur zu verbessern. Vor dem Hintergrund dieser Leistungen ist die Erhaltung ihrer Häufigkeit und Vielfalt für die Fruchtbarkeit von Ackerböden von großem Nutzen.“

### Erstausgaben
- Charles Darwin: The formation of vegetable mould, through the action of worms, with observations on their habits. London: John Murray, 1881; Digitalisierte Fassung
- Charles Darwin: Die Bildung der Ackererde durch die Thätigkeit der Würmer. Mit Beobachtung über deren Lebensweise. Mit Zusätzen nach dem 5. Tausend des Originals. Aus dem Englischen von J. Victor Carus. Stuttgart: Schweizerbart, 1882; digitalisiert zu finden bei darwin-online.org.uk (seitengenaue fotografische Reproduktion) und Volltext (in PDF umgewandelter Scan; 2,1 MB)

### Sekundärliteratur
- Carus Sterne: Der Regenwürmer Thun und Treiben. In: Die Gartenlaube. Heft 49, 1881, S. 820–823 (Volltext [Wikisource]).
- Otto Graff: Die Regenwurmfrage im 18. und 19. Jahrhundert und die Bedeutung Victor Hensens. In: Zeitschrift für Agrargeschichte und Agrarsoziologie. 27. Jahrgang, Heft 2, Oktober 1979.
- John E. Satchell (Hrsg.): Earthworm Ecology. From Darwin to Vermiculture. London, New York: Chapman and Hall, 1983; ISBN 0-412-24310-5.
- Stephen R. Stürzenbaum et al.: Earthworm genomes, genes and proteins: The (re)discovery of Darwin's worms. In: Proceedings of the Royal Society B. Band 276, Nr. 1658, 2008. ISSN 0962-8452. doi:10.1098/rspb.2008.1510.
- Ulrich Kutschera und John Malcolm Elliott: Charles Darwin's Observations on the Behaviour of Earthworms and the Evolutionary History of a Giant Endemic Species from Germany, Lumbricus badensis (Oligochaeta: Lumbricidae). In: Applied and Environmental Soil Science. Band 2010, Artikel-ID 8230472, 2010, S. 1–11, doi:10.1155/2010/823047.
- Stefan Dreibrodt et al.: Earthworms, Darwin and prehistoric agriculture – Chernozem genesis reconsidered. In: Geoderma. Band 409, März 2022, 115607, doi:10.1016/j.geoderma.2021.115607. (freier Volltext)
- Steven J. Fonte, Marian Hsieh und Nathaniel D. Mueller: Earthworms contribute significantly to global food production. In: Nature Communications. Band 14, 2023, 5713, doi:10.1038/s41467-023-41286-7, Zusammenfassung (deutsch).